# Federazione di hockey su ghiaccio della Thailandia
La Federazione thailandese di hockey su ghiaccio è un'organizzazione fondata nel 1976 per governare la pratica dell'hockey su ghiaccio in Thailandia.
Ha aderito all'International Ice Hockey Federation il 27 aprile 1989.